# Whitfieldia preussii
Espèce
Synonymes
- Stylarthropus preussii Lindau[1]

Statut de conservation UICN

 VU B2ab(iii) : Vulnérable
Whitfieldia preussii (Lindau) C.B.Clarke est une espèce de plantes à fleurs de la famille des Acanthaceae et du genre Whitfieldia, présente au Cameroun et en Guinée équatoriale.

## Étymologie
Son épithète spécifique preussii rend hommage au botaniste allemand Paul Rudolph Preuss, fondateur du jardin botanique de Limbé, qui découvrit le premier spécimen.

## Description
C'est un sous-arbrisseau pouvant atteindre 1 m de hauteur.

## Distribution
Relativement rare, l'espèce est présente principalement au Cameroun, sur quatre sites dans deux régions (Sud-Ouest et Sud), également en Guinée équatoriale sur l'île de Bioko.